# Tarmo Uusivirta
Tarmo Uusivirta (* 5. Februar 1957 in Säynätsalo; † 13. Dezember 1999 in Jyväskylä) war ein finnischer Boxer. Er war Europameister 1979 und Vize-Weltmeister der Amateure 1978 und 1982 im Mittelgewicht.

## Werdegang

### Amateurlaufbahn
Uusivirta wuchs in Jyväskylä in Mittelfinnland auf und begann als Jugendlicher beim dortigen Boxclub Jyväskylän Työväen Nyrkkeilijät mit dem Boxen. Bereits als Junior wurde er finnischer Meister. Bei den finnischen Meisterschaften der Senioren startete er erstmals 1976 und belegte dabei im Mittelgewicht nach einer Punktniederlage im Endkampf gegen Arto Kohlemainen aus Vaasa den zweiten Platz. Finnischer Meister bei den Senioren wurde er erstmals 1977 mit einem Sieg über Heikki Maijanen vom Verein Viipurin Nyrkkeilijät aus Helsinki. Diesen Titel gewann er dann, immer im Mittelgewicht, auch in den Jahren 1978, 1979, 1981 und 1982.
1977 erschien Uusivirta auch erstmals bei internationalen Meisterschaften der Senioren. Er startete bei der Europameisterschaft in Halle/Saale im Mittelgewicht und gewann dort einen Vorrundenkampf gegen Raymond Nebayer aus Frankreich nach Punkten. Im Achtelfinale schied er aber mit einer Niederlage gegen den Bulgaren Ilja Angelow aus und kam in der Endabrechnung auf den neunten Platz.
Bereits bei der nächsten internationalen Meisterschaft sorgte Uusivirta aber für Furore, denn er wurde 1978 in Belgrad Vize-Weltmeister im Mittelgewicht. Auf dem Weg dorthin besiegte er Robert Pfitscher aus Österreich, Stephan Moi aus Kenia und Ilja Angelow, an dem er also erfolgreich Revanche für die Niederlage von 1978 nahm, nach Punkten und stand im Finale dem Kubaner José Gómez Mustelier gegenüber. Der erfahrene Gomez beherrschte Uusivirta während des ganzen Kampfes und gewann den Endkampf klar nach Punkten.
Nach dem Sieg bei einem internationalen Box-Turnier in Lodz im Jahre 1979, er siegte dort im Finale über Gheorghe Butmaru aus Rumänien, setzte Uusivirta die Reihe seiner guten Ergebnisse auch bei der Europameisterschaft in Köln fort. Er präsentierte sich dort in hervorragender Form und besiegte Robert Pfitscher durch Abbruch in der 1. Runde, siegte über Pavel Galus aus der CSSR durch Disqualifikation in der 3. Runde, gewann über Manfred Gebauer aus der DDR durch Abbruch in der 2. Runde und schlug im Endkampf Valentin Silaghi aus Rumänien klar mit 5:0 Punktrichterstimmen. Damit war er Europameister der Amateure 1979 im Mittelgewicht.
Da Finnland an den Olympischen Spielen 1980 in Moskau teilnahm, konnte Uusivirta dort an den Start gehen. Er musste jedoch im Kampf gegen den polnischen Olympiasieger von 1976 Jerzy Rybicki wegen einer Verletzung schon in der ersten Runde seiner ersten Begegnung aus dem Kampf genommen werden. Vor diesen Olympischen Spielen hatte er Jerzy Rybicki in zwei Länderkämpfen 1979 und 1980 jeweils nach Punkten geschlagen.
Bei der Europameisterschaft im heimischen Tampere 1981 siegte er zwar in der Vorrunde über den starken Vertreter der DDR Manfred Trauten durch Abbruch in der zweiten Runde, musste aber in seinem zweiten Kampf gegen Valentin Silaghi erneut wegen einer Verletzung aus dem Kampf genommen werden.
Ohne Verletzung kam Uusivirta bei der Weltmeisterschaft 1982 in München durch. Er gewann dort auf dem Weg in das Finale über Andreas Schroth aus der DDR, Stanisław Łakomiec aus Polen und Pedro van Raamsdonk aus den Niederlanden jeweils sicher mit 5:0 Punktrichterstimmen. Im Finale wurde er aber von dem schlagkräftigen Kubaner Bernardo Comas durch K. o. in der dritten Runde besiegt.
Dies war sein letzter Kampf als Amateur, denn nach 171 Kämpfen mit 150 Siegen trat er nach dieser Weltmeisterschaft zu den Berufsboxern über.

### Internationale Erfolge
(OS = Olympische Spiele, WM = Weltmeisterschaft, EM = Europameisterschaft, Mi = Mittelgewicht, damals bis 75 kg Körpergewicht)
- 1977, 9. Platz, EM in Halle/Saale, Mi, Sieger: Leonid Schaposchnikow, UdSSR vor Bernd Wittenburg, DDR, Ilja Angelow, Bulgarien und Svatopluk Zacek, CSSR;
- 1978, 2. Platz, WM in Belgrad, Mi, hinter José Gómez Mustelier, Kuba u. vor Ilja Angelow u. Slobodan Kačar, Jugoslawien;
- 1979, 1. Platz, Turnier um das Goldene Boot in Lodz, Mi, vor Gheorghe Butmaru, Rumänien;
- 1979, 1. Platz, EM in Köln, Mi, vor Valentin Silaghi, Rumänien, Manfred Gebauer, DDR u. Laszlo Perm, Ungarn;
- 1979, 1. Platz, TSC-Turnier in Berlin (Ost), Mi, vor Manfred Trauten, DDR u. Valentin Silaghi;
- 1980, Teilnehmer OS in Moskau, Mi, nach Niederlage gegen Jerzy Rybicki, Polen, wegen Verletzung ausgeschieden;
- 1980, 1. Platz, "Tammer"-Tournament in Tampere, Mi, vor Pekka Laasanen, Finnland;
- 1981, 5. Platz, EM in Tampere, Mi, hinter Juri Torbek, UdSSR, Pedro van Raamsdonk, Niederlande, Valentin Silaghi u. Zygmunt Gosiewski, Polen;
- 1982, 2. Platz, WM in München, Mi, hinter Bernardo Comas, Kuba u. vor Pedro van Raamsdonk u. Iron Barcley, USA

### Länderkämpfe
- 1977 in Helsinki, Finnland gegen Schweden, Mi, Punktsieger über Ake Eriksson,
- 1977 in Lodz, Polen gegen Finnland, Mi, Punktsieger über Paweł Skrzecz,
- 1978 in Helsinki, Finnland gegen Polen, Mi, Punktsieger über Wiesław Niemkiewicz,
- 1979 in Słupsk, Polen gegen Finnland, Mi, Punktsieger über Jerzy Rybicki,
- 1979 in Budapest, Ungarn gegen Finnland, Mi, Abbruch-Sieger 3. Runde über Laszlo Perm,
- 1979 in Miskolc, Ungarn gegen Finnland, Mi, Abbruch-Sieger 1. Runde über Istvan Pinter,
- 1980 in Helsinki, Finnland gegen Ungarn, Mi, Punktsieger über Jerzy Rybicki

### Finnische Meisterschaften
- 1976, 2. Platz, Mi, hinter Arto Kohlemainen,
- 1977, 1. Platz, Mi, vor Heikki Maijanen,
- 1978, 1. Platz, Mi, vor Jorma Saukoniemi,
- 1979, 1. Platz, Mi, vor Heikki Maijanen,
- 1981, 1. Platz, Mi, vor Vesa Wilkman,
- 1982, 1. Platz, Mi, vor Kai Helenius

### Profilaufbahn
Im Frühjahr 1982 unterzeichnete Uusivirta bei Edwin Ahlquist einen Profivertrag. Er bestritt dann am 25. Juni 1982 in Hanko, Finnland, gegen den aus Jamaika stammenden Mick Morris seinen ersten Profikampf, den er über sechs Runden nach Punkten gewann. Auch seine nächsten drei Kämpfe gewann er. Seine erste Niederlage musste er dann am 5. November 1983 in Mannheim hinnehmen, als er gegen Dick Katende aus Uganda nach acht Runden nach Punkten verlor. Nach diesem Kampf wechselte Uusivirta zu Manager Olof Johansson.
Dieser beabsichtigte Uusivirta in den Vereinigten Staaten groß herauszubringen und vermittelte ihn zu Angelo Dundee, dem Trainer von Muhammad Ali, der Uusivirta trainieren und managen sollte. Am 11. Mai 1984 kämpfte er dann in New York gegen den in elf Kämpfen ungeschlagenen US-Amerikaner Mike Holt und verlor diesen Kampf nach acht Runden nach Punkten. Nach dieser Niederlage kehrte er nach Finnland zurück.
Nach weiteren fünf Siegen in den Jahren 1985 und 1986 strebte Uusivirta dann einen Kampf um die Europameisterschaft im Super-Mittelgewicht an. In den entscheidenden Qualifikationskämpfen für diese Meisterschaft kämpfte er am 26. März 1986 in Amsterdam gegen den Holländer Alex Blanchard unentschieden und verlor am 26. Dezember 1986 in Bern gegen den Schweizer Enrico Scacchia nach Punkten.
Nachdem er 1987 und 1988 weitere fünf Kämpfe gewonnen hatte, erhielt er endlich die Chance am 12. Dezember 1988 in Helsinki gegen Alex Blanchard um die IBF-Europameisterschaft im Super-Mittelgewicht zu boxen. Dieser Kampf ging unentschieden aus. Ausschlaggebend dafür, dass ihm nicht der Sieg zugesprochen wurde, dürfte für die Kampfrichter gewesen sein, dass Uusivirta in der 11. Runde nach einem Kopfhaken den Boden aufsuchen musste.
Am 22. Oktober 1991 erhielt Uusivirta, dessen neuer Manager Simo Rantalainen sich erfolglos um einen Kampf gegen den deutschen IBF-Weltmeister Graciano Rocchigiani bemühte, noch einmal die Chance in London um den EBU-Europameistertitel im Super-Mittelgewicht zu boxen. Gegen den farbigen, aus Jamaica stammenden Engländer James Cook verlor er jedoch in der siebten Runde durch technischen K. o. Am 5. April 1992 bestritt Uusivirta in Seinäjoki seinen letzten Kampf, in dem er über den US-Amerikaner Shannon Landberg nach Punkten gewann.
In seiner Profilaufbahn gewann Uusivirta von 31 Kämpfen 24. Der ganz große Erfolg blieb ihm aber versagt.

### Nach dem Boxen
1993 erhielt Uusivirta in Jyväskylä eine Stelle bei der städtischen Feuerwehr. Aufgrund von Alkoholproblemen verlor er seinen Auto-Führerschein, auch sein Arbeitsplatz geriet dadurch in Gefahr. Uusivirta beging am 13. Dezember 1999 Selbstmord.